# Taproot
Taproot é uma banda estadunidense de new metal formada em 1997 em Ann Arbor, Michigan. Já tocou ao lado de Linkin Park, P.O.D, Disturbed, Korn, Deftones, Staind e Chevelle.

## História
Em 1998, a banda enviou uma demo a Fred Durst (Limp Bizkit), que gostou do material e ofereceu-lhes um contrato com a Interscope Records. Mas a banda acabou por encontrar um acordo mais lucrativo com a Atlantic Records. Durst não gostou da atitude de Taproot e excluiu os System of a Down da tour de 1999 Family Values Tour, acusando-os de ajudarem a banda com o contrato com a Atlantic Records.
Entre 1998 e 1999 a banda lançou independentemente ...Something More Than Nothing , Mentobe e Upon Us.
Em Junho de 2000 é apresentado o álbum Gift.
Depois de sete meses em Los Angeles, a banda apresenta finalmente Welcome, o segundo álbum, que rapidamente fez sucesso, vendendo cerca de 475,000 cópias.
Depois da tour Music as a Weapon Tour, com a banda Disturbed, a banda parou durante dois anos.
O terceiro álbum, Blue-Sky Research é apresentado em Agosto de 2005. Billy Corgan (Smashing Pumpkins) ajudou a escrever as letras do álbum.
Depois do lançamento do álbum, a banda tocou com as bandas Chevelle, 30 Seconds to Mars, Staind,  P.O.D. e Flyleaf.
Em Maio de 2006 a banda rescindiu contrato com a Atlantic Records, pois Blue-Sky Research não foi tão rentável como se esperava.
Um ano depois, a banda confirmou que se encontrava a gravar um novo álbum, com o produtor Tim Patalan.
Our Long Road Home é lançado em Setembro de 2008.
O baterista Jarrod Montague anunciou que não vai fazer parte da tour e Nick Fredell irá ocupar o seu lugar.

## Membros
- Stephen Richards - vocal e guitarra
- Mike DeWolf - guitarra
- Phil Lipscomb - baixo
- Jarrod Montague - bateria

## Discografia
- ...Something More Than Nothing (1998)
- Mentobe (1998)
- Upon Us (1999)
- Gift (2000)
- Welcome (2002)
- Blue-Sky Research (2005)
- Our Long Road Home (2008)
- Plead the Fifth (2010)
- The Episodes (2012)